# Malženice
```

```

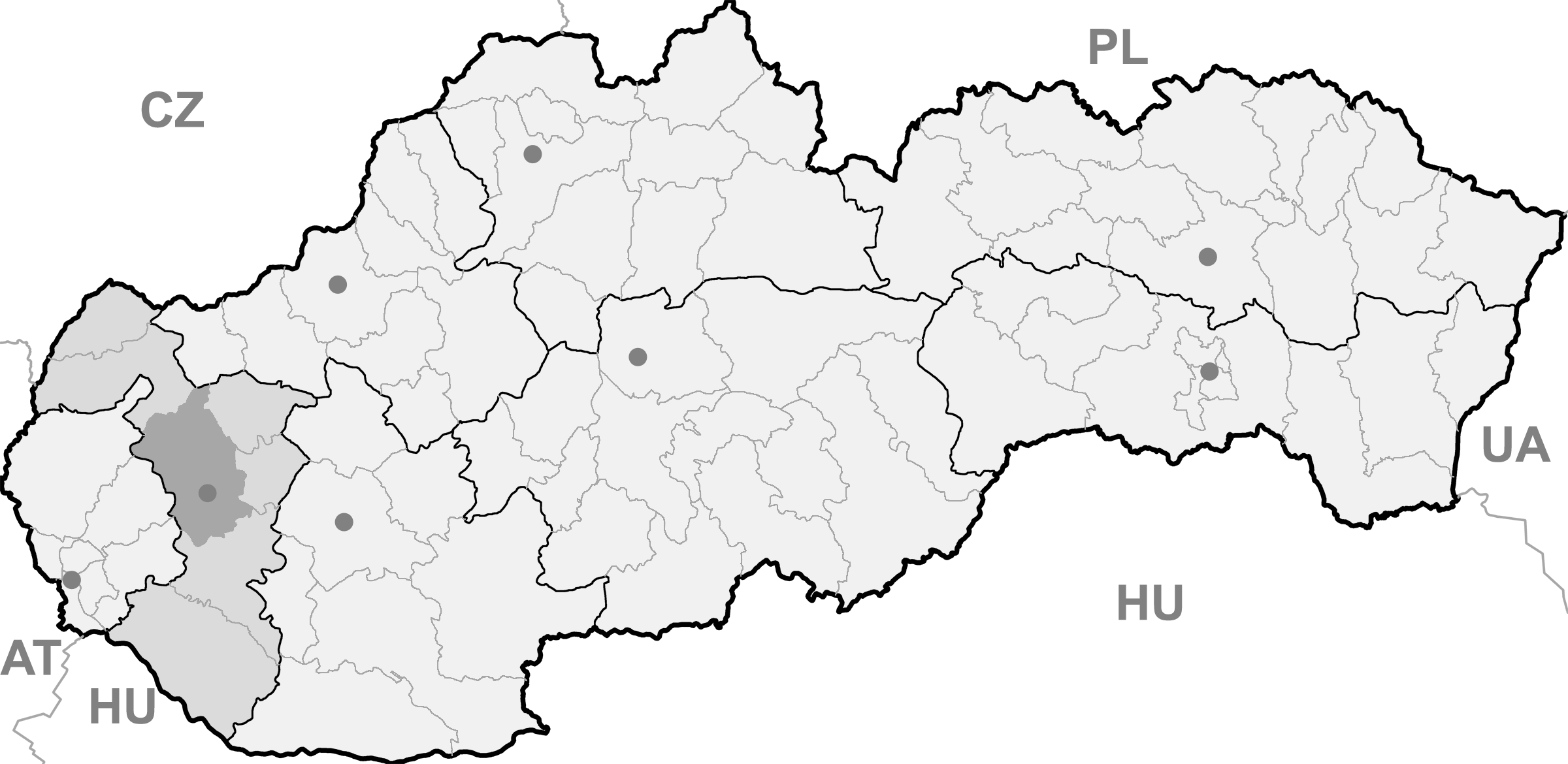
Carte du district de Trnava

Malženice est un village de Slovaquie situé dans la région de Trnava.

## Histoire
Première mention écrite du village en 1113.

## Démographie

### Évolution de la population
| Année:               | 1994. | 2004.    | 2014.    | 2024.   |
| -------------------- | ----- | -------- | -------- | ------- |
| Nombre de personnes: | 1017  | 1266     | 1428     | 1507    |
| Différence:          |       | +24,48 % | +12,79 % | +5,53 % |

| Année:               | 2023. | 2024.   |
| -------------------- | ----- | ------- |
| Nombre de personnes: | 1534  | 1507    |
| Différence:          |       | -1,76 % |